# دوران کهن
دوران کهن (به انگلیسی: Primeval) نام مجموعهٔ تلویزیونی محصول سال ۲۰۰۷ ساخت کشور بریتانیا شبکه آی‌تی‌وی به تهیه‌کنندگی آدرین هادگس و تیم هینز می‌باشد. این فیلم دربارهٔ حیوانات ماقبل تاریخ و آینده‌است که به دلیل ناهنجاری وارد زمان حال می‌شوند.
سریال دوران کهن را باید چیزی میان فیلم پارک ژوراسیک و سریال جاسوسان (Spooks) دانست. سریال دوران کهن در سال ۲۰۰۸ نامزد دریافت جایزه بهترین سریال و بهترین جلوه‌های ویژه از مجموع جوایز بافتا شد.

## موضوع
ناهنجاری زمانی یک پدیدهٔ تخیلی در سریال دوران کهن است که طبق این داستان در طول تاریخ همواره وجود داشته و آنطور که در قسمت‌های آخرین سریال متوجه می‌شویم سرمنشا موجودات افسانه‌ای و اساطیری هم همین می‌باشد. این ناهنجاری زمانی در واقع به صورت یک دریچه به گذشته یا آینده عمل می‌کند و دایناسورها هم از میان همین وارد عصر کنونی شده‌اند.

## قسمت ها
- فصل ۱: ۶ قسمت پخش در ۲۰۰۷
- فصل ۲: ۷ قسمت پخش در ۲۰۰۸
- فصل ۳: ۱۰ قسمت پخش در ۲۰۰۹
- فصل ۴: ۷ قسمت پخش در ۲۰۱۱
- فصل ۵: ۶ قسمت پخش در ۲۰۱۱